# Герман (Моралин)
Митрополи́т Ге́рман (в миру Лев Генна́диевич Мора́лин; 24 декабря 1956, село Ново-Языково, Арзамасский район, Арзамасская область) — епископ Русской православной церкви, митрополит Курский и Рыльский.

## Биография
Родился 24 декабря 1956 года в селе Ново-Языково Арзамасского района Арзамасской области (ныне урочище Языково Арзамасского района Нижегородской области) в семье колхозников.
Окончил Арзамасское медицинское училище в 1975 году по специальности фельдшер. В 1975—1977 годах служил в рядах Советской Армии, затем работал по специальности и одновременно учился на историко-филологическом факультете Горьковского государственного университета.
В 1983 году принят на служение во Владимирское епархиальное управление.
19 августа 1983 года архиепископом Владимирским Серапионом (Фадеевым) рукоположён в сан диакона, служил во Успенском кафедральном соборе в Владимире.
8 марта 1984 года настоятелем Успенского кафедрального собора города Владимира архимандритом Алексием (Кутеповым) был пострижен в монашество, 10 марта того же года архиепископом Серапионом рукоположён во иеромонаха.
В апреле 1984 года назначен настоятелем Богородице-Рождественской церкви села Ликина Судогодского района Владимирской области.
20 января 1987 года возведён в сан архимандрита.
11 февраля 1989 года назначен настоятелем вновь открытого Покровского храма в городе Юрьев-Польском. Также служил Никитском храме Юрьева-Польского.
В 1992 году назначен благочинным Юрьево-Кольчугинского округа в составе Юрьев-Польского и Кольчугинского районов.

### Архиерейство
23 февраля 1993 года постановлением Священного синода определено быть епископом вновь учреждённой Якутской и Вилюйской епархии. 28 марта в московском Богоявленском кафедральном соборе в Елохове за Божественной литургией состоялась архиерейская хиротония, которую совершили патриарх Московский и всея Руси Алексий II, митрополит Крутицкий и Коломенский Ювеналий (Поярков), митрополит Тульский и Белёвский Серапион (Фадеев), архиепископ Солнечногорский Сергий (Фомин), епископ Истринский Арсений (Епифанов), епископ Подольский Виктор (Пьянков), епископ Владимирский и Суздальский Евлогий (Смирнов).
Епископу Герману пришлось устраивать церковную жизнь в крупнейшей по площади российской епархии практически с нуля. Так, до решения о создании Якутской епархии в республике Саха (Якутия) был только «один „запущенный“ небольшой деревянный храм в городе Якутске, в который посылали „провинившихся“ священнослужителей из Иркутска. Кроме того, действовал молитвенный дом, расположенный в ветхом бараке на окраине города Нерюнгри, где служил прикомандированный священник». На первое время в помощь епископу патриарх дал трёх монахов из Троице-Сергиевой лавры и диакона из Данилова монастыря. После их отъезда «почти полтора года я был практически один на всю епархию: и за священника, и за дьякона, и за псаломщика, а часто и за алтарника».
26 декабря 1995 года постановлением Священного синода титул изменён на «Якутский и Ленский».
Большое значение придавал распространению Слова Божия на якутском языке. Он открыл курсы якутского языка для священнослужителей. Возглавил деятельность коллектива, осуществляющего якутский проект Института перевода Библии.
25 февраля 2000 года в Богоявленском соборе в Москве патриархом Алексием II возведён в сан архиепископа.
В 2000 году заочно окончил Православный Свято-Тихоновский богословский институт.
За одиннадцать с половиной лет его служения в Якутии открылись 24 храма и молитвенных дома, созданы 50 приходов.
17 августа 2004 года постановлением Священного синода назначен архиепископом Курским и Рыльским. 30 августа прибыл к месту служения.
26 июля 2012 года назначен главой новообразованной Курской митрополии, а также временно управляющим Щигровской епархии (управлял до 19 августа 2014 года).
1 августа 2012 года патриархом Кириллом в связи с назначением главой митрополии возведён в сан митрополита.
25 декабря 2014 года Священный синод принял решение освободить митрополита Германа от должности ректора Курской духовной семинарии.
25 августа 2020 года Священным синодом (журнал №66) назначен временно исполняющим обязанности председателя Высшего Общецерковного Суда.

## Награды
Церковные
- Орден святителя Иннокентия, митрополита Московского и Коломенского II степени (2002)[12].
- Орден преподобного Сергия Радонежского III степени (2006)[13].
- Орден преподобного Серафима Саровского II степени (2017)[14].

Светские
- Орден Дружбы (28 декабря 2000 года) — за большой вклад в укрепление гражданского мира и возрождение духовно-нравственных традиций[15]
- Орден «Полярная Звезда» (Якутия) (30 декабря 2001 года) — за большой личный вклад в восстановление деятельности Якутской и Ленской епархии и выдающуюся подвижническую деятельность по укреплению гражданского мира, возрождению духовно-нравственных традиций народов Якутии